# Die Republikaner
Els Republicans (en alemany: Die Republikaner, abreujat REP) és un partit conservador d'Alemanya amb tendències nacionalistes. És discutit si pertany a l'extrema dreta o no, encara que des de 1990 el partit s'ha distanciat de forces ultranacionalistes com el Partit Nacional Demòcrata d'Alemanya (NPD) i el moviment neonazi.
Si bé mai ha aconseguit entrar al Bundestag, ha entrat diverses vegades a parlaments dels estats federats, sobretot en els anys 1980 i 90, i posseeixen diversos escons en consells deliberants de ciutats alemanyes.
Els Republicans compten amb una organització juvenil, la "Joventut Republicana" (Republikanische Jugend, RJ).
A nivell internacional actualment no estan afiliats a cap coalició, però en el seu moment van cooperar amb l'extint partit dretà del Parlament Europeu, Identitat, Tradició i Sobirania. A la seva pàgina web detallen com partits "amics" el Partit de la Llibertat d'Àustria (FPÖ) i el Vlaams Belang de Bèlgica, els dos de tendència nacionalista conservadora.

## Resultats electorals

### Bundestag

Gràfic que mostra el suport popular d'Els Republicans en eleccions europees.

| any  | # de vots | % de vots | # d'escons |
| ---- | --------- | --------- | ---------- |
| 1990 | 987.269   | 2.1%      | 0          |
| 1994 | 875.239   | 1.9%      | 0          |
| 1998 | 906.383   | 1.8%      | 0          |
| 2002 | 280.671   | 0.6%      | 0          |
| 2005 | 266.101   | 0.6%      | 0          |
| 2009 | 193.396   | 0,4%      | 0          |
| 2013 | 91.193    | 0.2%      | 0          |

### Parlament Europeu
| any  | # de vots | % de vots | # d'escons |
| ---- | --------- | --------- | ---------- |
| 1989 | 2.008.629 | 7,1%      | 6          |
| 1994 | 1.387.070 | 3,9%      | 0          |
| 1999 | 461.038   | 1,7%      | 0          |
| 2004 | 485.662   | 1,9%      | 0          |
| 2009 | 347.887   | 1,3%      | 0          |
| 2014 | 109.757   | 0,4%      | 0          |